# Balneário Piçarras
Pour les articles homonymes, voir Balneário.
Balneário Piçarras est une ville brésilienne du littoral nord de l'État de Santa Catarina.

## Généralités
La ville est également connue sous le nom de Piçarras, plus simplement. En 2004, un référendum approuva à 54,8 % le changement de nom officiel de la municipalité de « Piçarras » en « Balneário Piçarras ».

## Origine du nom
Le nom de la ville vient d'une roche argileuse, aux caractéristiques proche de la terre battue, que l'on rencontre en grande quantité dans la région, appelée piçarra en portugais.

## Géographie
Balneário Piçarras se situe par une latitude de 26° 45′ 50″ sud et par une longitude de 48° 40′ 18″ ouest, à une altitude de 1 mètre.
Sa population était de 17 074 habitants au recensement de 2010. La municipalité s'étend sur 99 km2.
La ville se trouve à 110 km au nord de la capitale de l'État, Florianópolis. Elle fait partie de la microrégion d'Itajaí, dans la mésorégion de la vallée du rio Itajaí.
Le climat de la municipalité est tempéré, avec une température moyenne mensuelle qui varie de 18 °C à 30 °C.
L'IDH de la ville était de 0,799 en 2000 (PNUD).

## Histoire
Les premiers colons de la région sont des portugais, survivants d'un naufrage, qui s'y établissent vers 1758. La région est alors appelée Ponta do Itapocorói et peuplée d'indiens Carijós. Ils se consacrent à la pêche à la baleine, rejoints par des pêcheurs venus de São Francisco do Sul et fondent la localité d'Armação do Itapocorói, sur un banc de terre situé entre une rivière et la mer. Armação était le nom portugais du lieu où se pratiquait le travail des produits issus de la chasse à la baleine. La ville est alors successivement attachée à São Francisco do Sul puis à Penha. Elle acquiert son indépendance administrative de Penha le 19 novembre 1963,.

## Économie
Le tourisme est la principale activité économique de la municipalité, devant l'agriculture et la pêche.

## Enseignement supérieur
Balneário Piçarras abrite un campus de l'université de la vallée de l'Itajaí.

## Tourisme et culture
Tous les ans, au mois d'août, Balneário Piçarras organise un festival de danse folklorique. La ville accueille également depuis quelques années la « FENAMAR », (Festa Nacional do Mar, « fête nationale de la mer » en français) au mois de juillet. Le 14 décembre, la ville célèbre son anniversaire
La principale attraction touristique de la municipalité est son littoral aux nombreuses plages, situées autour de la baie d'Itapocoroy. Avec seulement 7 km de plage, la ville accueille plus de 100 000 visiteurs durant l'été.

## Villes voisines
Piçarras est voisine des municipalités (municípios) suivantes :
- Luiz Alves
- Barra Velha
- Penha
- Navegantes